# 轩岗街道
轩岗街道，是中华人民共和国山西省忻州市原平市下辖的一个乡镇级行政单位。

## 行政区划
轩岗街道下辖以下地区：
机关社区、焦家寨矿社区、刘家梁矿社区、六亩地矿社区和黄甲堡矿社区。